# Pinery Provincial Park

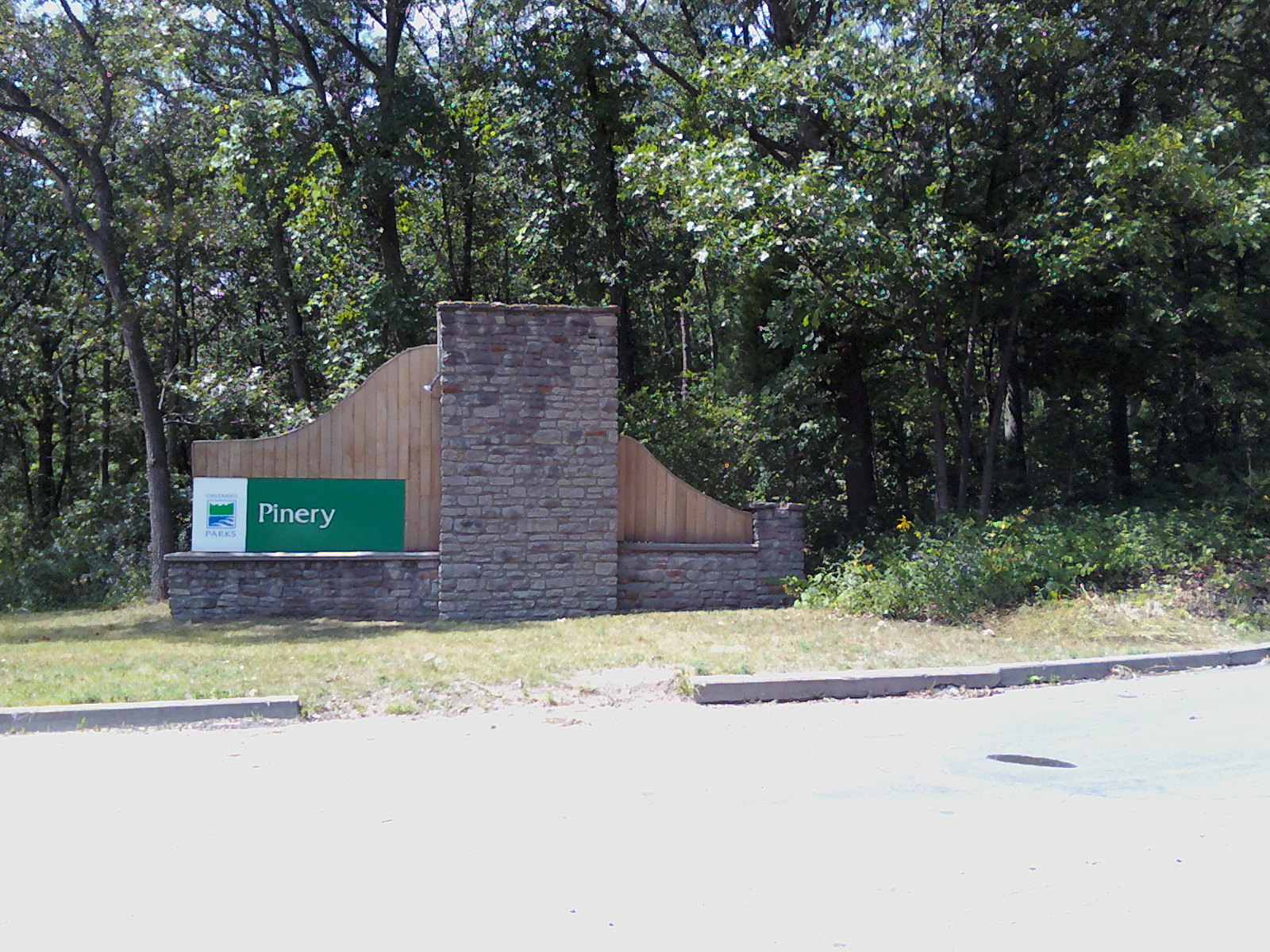
Wjazd do Parku

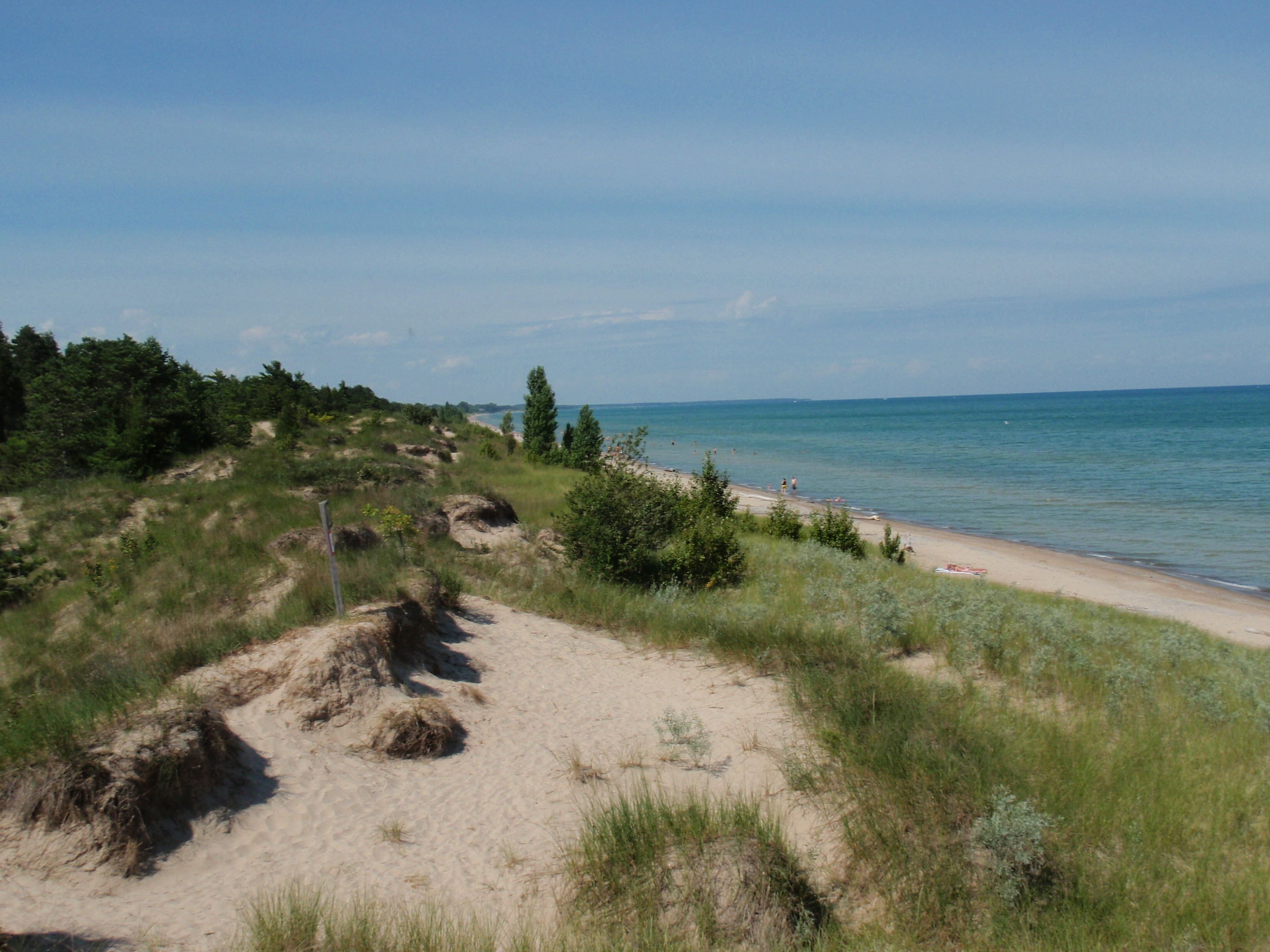
Pierwszy pas wydm wzdłuż brzegu Huronu

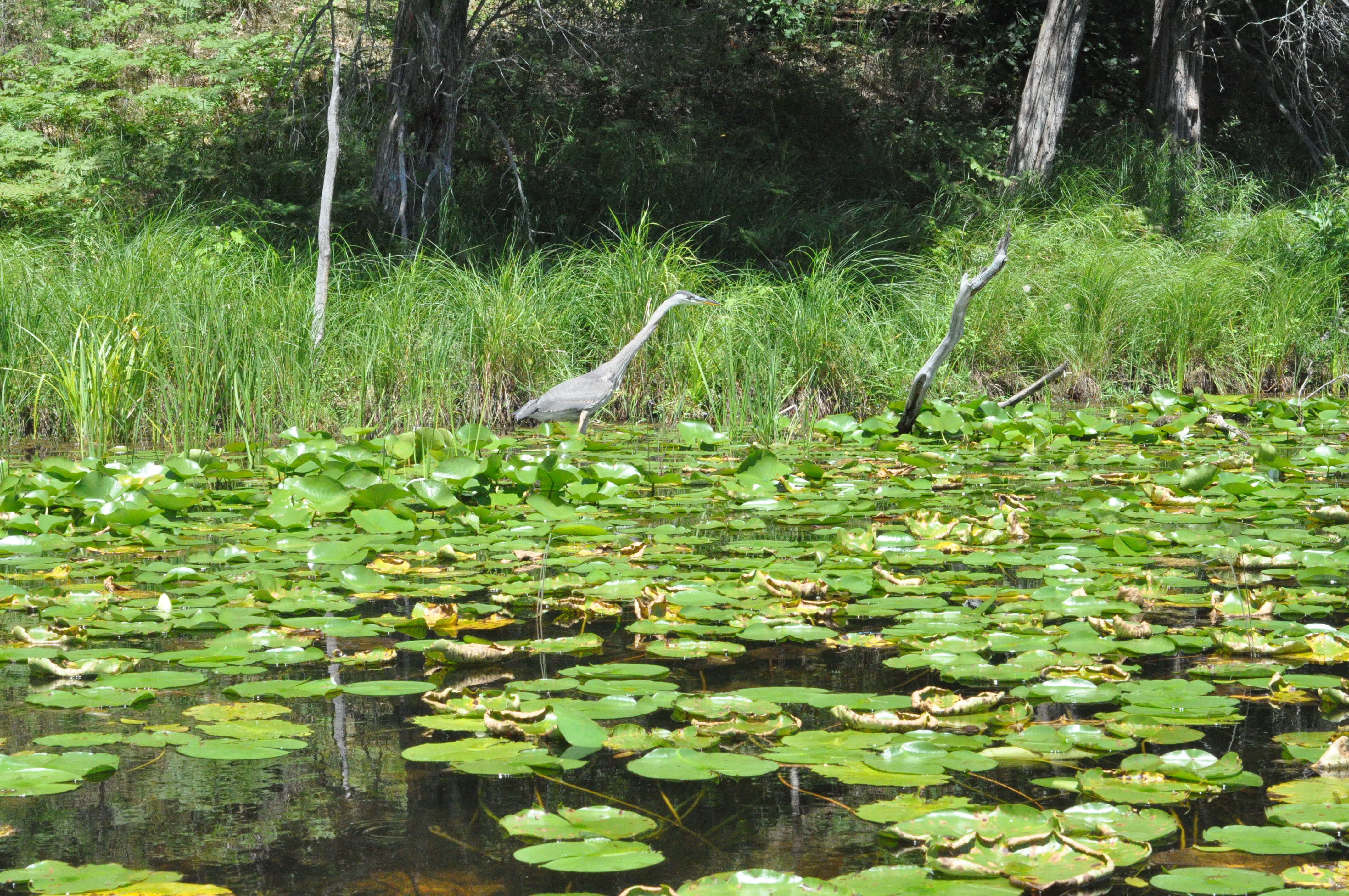
Czapla modra na rozlewisku Old Ausable Channel

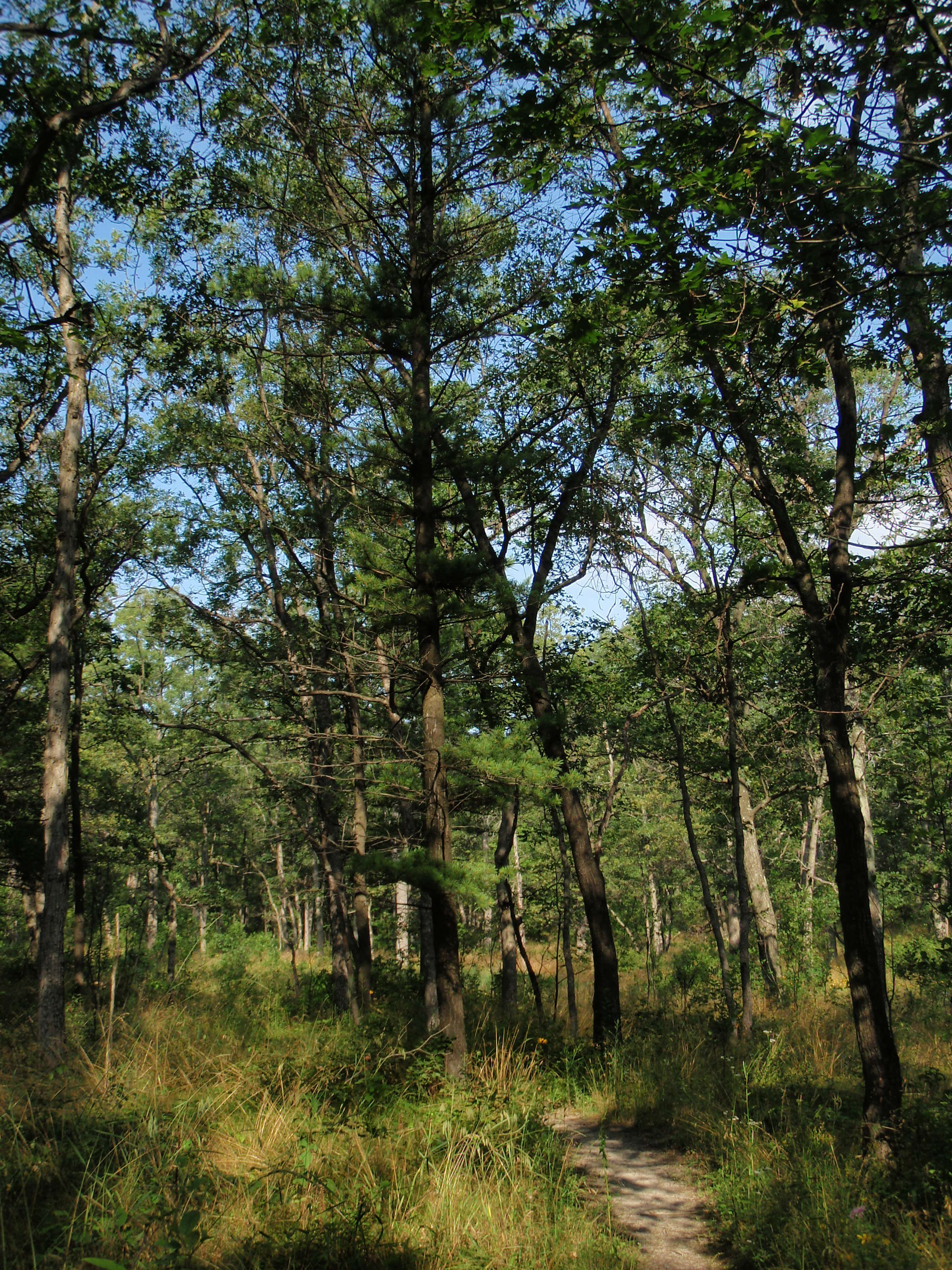
Lookout Trail, jedna ze ścieżek dydaktycznych w Parku

Pinery Provincial Park (pol. Park Prowincjonalny Pinery) – prowincjonalny park przyrodniczy w prowincji Ontario w Kanadzie. Powierzchnia 2532 ha. Chroni m.in. globalnie rzadkie fragmenty sawann dębowych, cenne ekosystemy słodkowodnych wydm brzegowych oraz fragmenty lasów karolińskich na północnym skraju ich występowania, pełniąc jednocześnie funkcje turystyczno-rekreacyjne i edukacyjne. Park odwiedza rocznie ok. 1,5 miliona gości.

## Położenie
Park leży w hrabstwie Lambton, w południowo-zachodniej części prowincji Ontario. Ciągnie się pasem długości 8,5 km i szerokości od 2,6 do 3,1 km (w tym szeroki na 600–800 m pas wód przybrzeżnych) wzdłuż wschodnich wybrzeży jeziora Huron od Port Franks na południu po Grand Bend na północy. Oś całego parku wyznacza Old Ausable Channel – martwe ramię rzeki Ausable River, szerokie tu na 20÷80 m, zaś ogranicza go droga z Sarni do Grand Bend (Highway 21).

## Historia
Pierwsza partia gruntów tworzących dzisiejszy park została zakupiona w 1957 r. z pozostałości po rozwiązanej w 1953 r. Kompanii Kanadyjskiej. Park został otwarty dla publiczności w 1959 r. W 1966 r. obszar parku powiększono o 433 akry (175 ha), dzięki czemu możliwe było zwiększenie o ok. 200 liczby miejsc campingowych.

## Charakterystyka
Obecny krajobraz parku zaczął ustalać się ok. 6000 lat temu, kiedy z grubych warstw drobnoziarnistych osadów, pozostawionych przez ustępujący lądolód, wiatr uformował ciągi przybrzeżnych wydm wysokich do ok. 30 m. W tym czasie również ukształtował się ostatecznie bieg rzeki Ausable, której koryto na ostatnim odcinku znalazło się między dwoma ciągami wydm, biegnąc równolegle do brzegów Huronu (dzisiejszy Old Ausable Channel). Z czasem wydmy zostały opanowane przez roślinność. Najpierw pojawiły się na nich trawy i kępy jałowca, a z czasem porosły one w znacznej części specyficznym dębowym lasem typu sawannowego (ang. Oak savanna), zaliczanym obecnie do największych osobliwości prowincji Ontario. Stanowi on przejściową formę pomiędzy trawiastymi preriami, a klasycznymi dąbrowami. Szacuje się, że do chwili obecnej w Ameryce Północnej zniszczono bezpowrotnie ponad 99,9% takich lasów, zaś Pinery Park chroni obecnie blisko połowę sawann dębowych zachowanych w skali globalnej. Park jest też jednym z najbardziej na północ wysuniętych miejsc występowania tzw. lasu karolińskiego – bogatego w gatunki lasu liściastego, charakterystycznego dla cieplejszych regionów wschodnich wybrzeży Ameryki Północnej.

## Flora
Flora parku liczy 757 gatunków, wśród których jest kilkadziesiąt gatunków drzew i krzewów. M. in. z rodziny sosnowatych występują tu: modrzew amerykański, sosna wejmutka, sosna czerwona, sosna zwyczajna, sosna Banksa i choina kanadyjska; z rodziny cyprysowatych: żywotnik zachodni, jałowiec pospolity i jałowiec wirginijski. Występuje tu siedem gatunków dębów: dąb barwierski, dąb biały, dąb czerwony, dąb wielkoowocowy, dąb dwubarwny, Quercus muehlenbergii i Quercus prinoides.
W latach 60. XX w., kiedy nie zdawano sobie jeszcze sprawy z wyjątkowej wrażliwości tutejszych ekosystemów, na terenach obejmujących również obecny park wysadzono 3 miliony sosen (stąd nazwa parku). Dopiero po dłuższym czasie uświadomiono sobie, że sosny stanowią zagrożenie dla dębowych lasów sawannowych. Wprowadzono program wycinki sosen, a nawet celowego wzniecania kontrolowanych pożarów, na które dęby są stosunkowo odporne. Zresztą, rośnie tu szereg gatunków roślin, dla których okresowe pożary są warunkiem przetrwania.
Rośnie tu także kilka gatunków z rodzaju trojeść, w tym trojeść amerykańska i Asclepias tuberosa, które są roślinami żywicielskimi dla larw motyla monarchy.
Spośród grzybów podstawkowatych rosną tu m.in. zasłonak niebieskostopy, smardz jadalny czy kosmopolityczne gatunki, jak pieczarka biaława, czubajeczka cuchnąca, muchomor szarawy i muchomor cytrynowy.

## Fauna
W parku stwierdzono występowanie 31 gatunków ssaków. Są to dydelf wirginijski, owadożerne: ryjówka popielata, ryjówka krótkoogoniasta, kopacz szczotkoogonowy, gwiazdonos amerykański; nietoperze: nocek myszouchy, mroczek brunatny, kosmatnik rdzawy, kosmatnik Lasiurus cinereus; zajęczaki: królak florydzki, zając szarak; gryzonie: pręgowiec amerykański, świstak amerykański (świszcz), wiewiórka szara (również w odmianie melanistycznej), sosnowiórka czerwona, assapan południowy, bóbr kanadyjski, myszak leśny (ssp. gracilis, ssp. bairdii), nornik łąkowy, nornik sosnowy, piżmak amerykański, skoczomyszka łąkowa; drapieżne: kojot preriowy, lis rudy, szop pracz, gronostaj, łasica długoogonowa, wizon amerykański (norka amerykańska), skunks zwyczajny, wydra kanadyjska; parzystokopytne: mulak białoogonowy (jeleń wirginijski).
Na terenie parku stwierdzono dotychczas 319 gatunków ptaków, z tego 124 gatunki gniazdujących. Regularnie gniazdują tu m.in. czapla zielona, rybaczek popielaty, bernikla kanadyjska, pięknie ubarwiona kaczka karolinka, cyranka modroskrzydła, sępnik różowogłowy, błotniak zbożowy, krogulec czarnołbisty, myszołów rdzawosterny, pustułka amerykańska, jarząbek cieciornik, wodnik błotny, brodziec plamisty, puchacz wirginijski, lelczyk mały, syczoń krzykliwy, dzięcioł kosmaty, jaskółka nadobniczka drzewna.
Na terenie parku występuje 29 gatunków płazów i gadów. Płazy to 5 gatunków salamandrowatych, w tym m.in. odmieniec amerykański oraz 8 gatunków żab i ropuch, w tym maleńka rzekotka chórzystka trójpasiasta. Gady to 7 gatunków żółwi, w tym bardzo pospolity żółw malowany oraz znacznie rzadszy żółwiak kolcowaty o skórzastym karapaksie, 8 gatunków węży, w tym bardzo pospolity pończosznik prążkowany czy czerwono ubarwiony lancetogłów mleczny i jeden gatunek jaszczurki (Eumeces fasciatus).
Zróżnicowanie biotopów wodnych w parku (z jednej strony głębokowodne jezioro, z drugiej – płytkie, miejscami błotniste starorzecze) decyduje o różnorodności ichtiofauny. Żyją tu 44 gatunki ryb. Są wśród nich m.in. okoń żółty, szczupak amerykański (Esox americanus), oryginalna niszczuka długonosa, reliktowa miękławka i mieszkanka błotnistych rozlewisk muławka amerykańska. Wśród przywołanych wyżej 44 gatunków jest 5 gatunków obcych. Są to pstrąg tęczowy, łosoś królewski, karp, karaś chiński i minóg morski.
Wśród entomofauny parku należy wyróżnić szereg gatunków rzadkich chrząszczy, a także ok. 85 gatunków motyli. Są wśród nich m.in. kosmopolityczna rusałka admirał, pięknie ubarwiony Limenitis arthemis arthemis (ang. White Admiral) i wykonujący masowe migracje monarcha. Godne odnotowania jest występowanie wielu gatunków charakterystycznych dla lasów karolińskich.

## Funkcje dydaktyczne
Na terenie parku znajduje się tzw. Visitor Centre, prowadzony przez organizację Friends of Pinery Park. Znajduje się w nim m.in. interesująco urządzona ekspozycja, zaznajamiająca z przyrodą parku oraz problemami jej ochrony, punkt informacyjny oraz ogólnodostępna strefa Wi-Fi. Jego pracownicy wraz z ochotnikami ww. organizacji organizują co roku wiele imprez dydaktycznych, skierowanych zarówno dla dzieci i młodzieży, jak i dla osób dorosłych.

## Zagospodarowanie turystyczne
Na terenie parku funkcjonuje szereg plaż nad jeziorem Huron (z własnymi parkingami), w tym strzeżonych; w celu ochrony przed rozdeptywaniem najbardziej wrażliwego, pierwszego pasa wydm, część z plaż dostępna jest (również dla osób na wózkach) drewnianymi pomostami. W parku znajduje się kilka dużych campingów o łącznej pojemności 1275 stanowisk dla namiotów i camperów, w tym ok. 400 wyposażonych w przyłącza prądu elektrycznego. Funkcjonuje też niewielka osada domków typu jurta. Sezon campingowy trwa od długiego weekendu 1-majowego do Labour Day. Rezerwacji miejsc na campingach można dokonywać przez internet.
Poza drogami dojazdowymi do plaż i campingów, dostępnymi dla pojazdów samochodowych, najbardziej atrakcyjne rejony parku udostępnia 10 krótkich szlaków pieszych (długości 0,8-3 km, zwykle w formie pętli) o charakterze dydaktycznych ścieżek przyrodniczych. W miejscach szczególnie wrażliwych (strome, piaszczyste stoki wydm, miejsca podmokłe) biegną one specjalnie zbudowanymi pomostami (ang. boardwalk). Park dysponuje też 14 kilometrami tras rowerowych, zaś zimą 38 kilometrami dobrze przygotowanych narciarskich szlaków biegowych. Na miejscu jest wypożyczalnia rowerów, canoe, kajaków i rowerów wodnych. Dozwolone jest również wędkowanie. Na wyznaczonych miejscach wolno palić ogniska, jednak wyłącznie drewnem dostarczonym przez park. Wstęp do parku jest płatny.